# Dinein
Dineini su multiproteinski motorni kompleksi koji prenose terete prema minus kraju mikrotubula što se naziva retrogradni transport. Pripadaju velikoj eukariotskoj obitelji AAA+ (ATPases Associated with diverse cellular Activities) proteina. Klasificiraju se kao citoplazmatski i aksonemalni dineini. Znanstvenik Ian Gibbons otkrio je i imenovao dinein 1963. godine.

## Klasifikacija
- Citoplazmatski dinein odgovoran je za unutarstanični i intraflagelarni transport. Pomaže u pozicioniranju Golgijevog aparata i transportu brojnih organela u stanici. Vrši napetost na aksijalne mikrotubule te uzrokuje osciliranje diobenog vretena što je važno tijekom stanične diobe. Vezanjem na kinetohore igra važnu ulogu u pravilnom odvajanju kromosoma.

- Aksonemalni dinein pokreće rad cilija i flagela.[3]

## Tehnika za ispitivanje strukture
Najmoćnija tehnika za ispitivanje strukture dineina je skenirajuća transmisijska elektronska mikroskopija (STEM). Uzorci 30S dineina iz cilija Tetrahymene pyriformis naneseni su na ugljične filmove ili su osušeni zamrzavanjem i ispitani kao neobojeni, nefiksirani uzorci ili su negativno obojeni s uranil sulfatom.

## Struktura
Dinein je proteinski kompleks koji ima molekulsku masu od 0,7 – 1,8 kDa.Čine ga 3 teška lanca i više pomoćnih lanaca. N-terminalni kraj teškog lanca djeluje kao platforma za dodatne lance i veže terete. U svim teškim lancima 3500 ostataka C-terminalnog kraja formiraju motor koji koristi ATP i omogućuje kretanje duž mirkotubula. Dinein motor sadrži prsten s 6 AAA+ domena te četiri nastavka: poveznik, stabljika, podupirač i C-terminalna domena. Na vrhu stabljike nalazi se domena za vezanje na mikrotubule (MTBD) koja je u izravnoj interakciji s mikrotubulima. AAA+ domene dijele se na velike (AAAL) i male (AAAS) subdomene. AAAL subdomena sadrži jezgru s 5 β-ploča i 5 α-zavojnica dok AAAS subdomena sadrži jezgru s 5 α-zavojnica. Od 6 AAA+ domena, samo prve četiri domene mogu vezati nukleotide, a od te četiri samo AAA1 domena je ključna za pokretljivost i glavno je mjesto gdje se dešava ATP hidroliza. Koraci ATP hidrolize povezani su mehanokemijskim ciklusom pokretljivosti dineina koji je karakteriziran konformacijskim promjenama u povezniku i domeni za vezanje na mikrotubule.

## Interakcije s proteinima
Dinein stupa u interakciju s brojnim proteinima, a najvažniji su regulatori Lis1, NudE/Nudel, dinaktin te bikaudalni D adapter za teret 2 (BICD2).  Lis1 sudjeluje u regrutiranju dineina prema plus kraju mikrotubula te pomaže dineinu u transportu velikih tereta. Dinaktin je uključen u gotovo sve funkcije dineina, a točkaste mutacije u njegovoj p150 domeni uzrokuju bolesti motornih neurona.

## Bolesti povezane s defektima u funkciji dineina
Defekti u funkciji dineina narušavaju integritet neurona i dovode do razvojnih i neurodegenerativnih poremećaja. Nefunkcionalnost u autofagiji ili klirensu proteina sklonih agregaciji često je uzrok većini ovih bolesti. Značajni dokazi pokazali su da disfunkcija signalnog puta ovisnog o dineinu, a posebno u retrogradnom transportu u neuronima, rezultira raznim neurološkim bolestima poput amiotrofične lateralne skleroze, Charcot-Marie-Tooth bolesti, Alzheimerove, Parkinsonove i Huntingtonove bolesti. Uz neurodegenerativne bolesti disfunkcija dineina dovodi do ciliopatije uzrokovane disfunkcijom intraflagelarnog transportnog dineina te ciliopatije zbog disfunkcije aksonemalnih dineina.